# Archignat
Archignat (Occitaans: Archinhat) is een gemeente (commune) in het Franse departement Allier (Auvergne), meer bepaald in het kanton Huriel. Het ligt aan de rivier de Allier en een spoorweg. Archignat heeft 360 inwoners en een oppervlakte van 24,35 km², hetgeen neerkomt op een bevolkingsdichtheid van 14 mensen/km².

## Geografie
De onderstaande kaart toont de ligging van Archignat met de belangrijkste infrastructuur en aangrenzende gemeenten.

## Demografie
Onderstaande figuur toont het verloop van het inwoneraantal van Archignat vanaf 1962.

Vanwege een beveiligingsprobleem met de MediaWiki Graph-software is het momenteel niet mogelijk deze grafiek weer te geven. Zodra de software is bijgewerkt zal de grafiek vanzelf weer zichtbaar worden.
Archignat · Chambérat · Chazemais · Courçais · Huriel · La Chapelaude · Mesples · Saint-Désiré · Saint-Eloy-d'Allier · Saint-Martinien · Saint-Palais · Saint-Sauvier · Treignat · Viplaix
1. ↑  Populations de référence 2022.